# Heterometopia argentea
Heterometopia argentea är en tvåvingeart som beskrevs av Macquart 1846. Heterometopia argentea ingår i släktet Heterometopia och familjen parasitflugor. Inga underarter finns listade i Catalogue of Life.